# 에스파냐 베르데

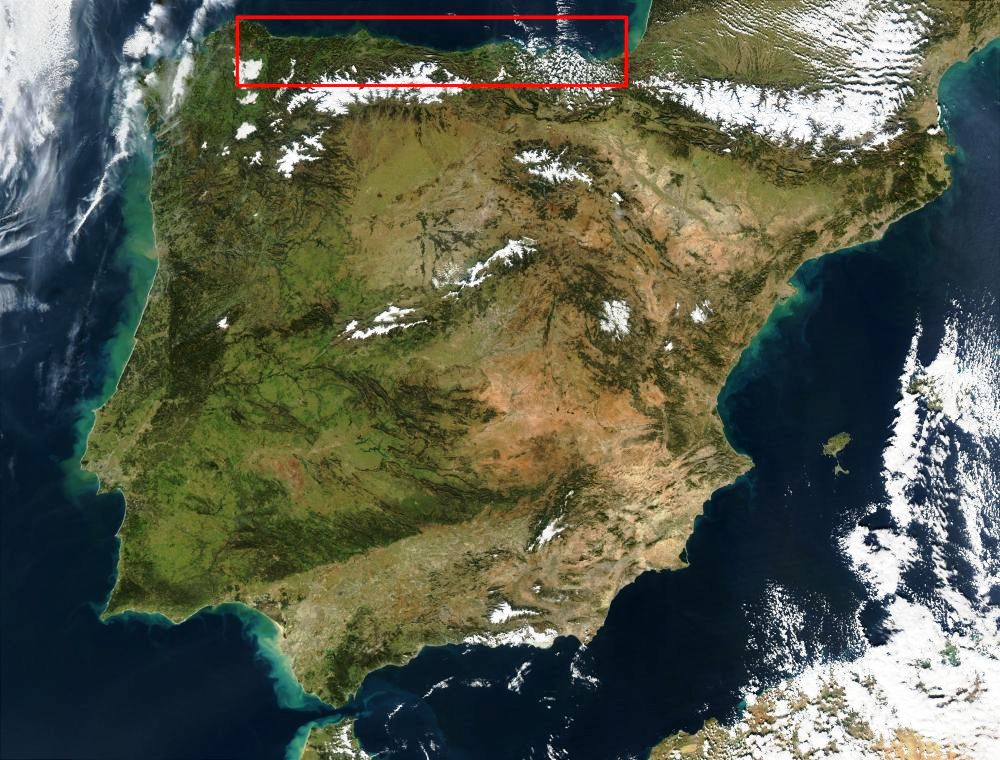
에스파냐 베르데

에스파냐 베르데(스페인어: España Verde)는 스페인 북부의 대서양 연안을 가리키는 데 사용된다. 칸타브리아산맥과 바스크산맥의 북쪽을 가리키며, 갈리시아 지방, 아스투리아스 지방, 칸타브리아 지방, 바스크 지방 (북쪽 절반) 등이 포함된다.

## 같이 보기
- 스페인의 기후
- 온대 활엽수혼합림